# Robert Frost
Robert Frost   (San Francisco, 26 de març de 1874 - Boston, 29 de gener de 1963), de nom complet Robert Lee Frost, fou un poeta estatunidenc. Usà sovint temes de la vida rural a Nova Anglaterra, fent servir aquest escenari per a examinar temes socials i filosòfics complexos. Poeta popular i citat habitualment, Frost fou honorat amb freqüència durant la seva vida i va rebre quatre Premis Pulitzer.
Frost va rebre la Medalla d'Or del Congrés el 1960 i el 1961 va ser nomenat poeta llorejat de Vermont. Randall Jarrell va escriure: «Robert Frost, juntament amb Stevens i Eliot, em sembla el més gran dels poetes nord-americans d'aquest segle. Les virtuts de Frost són extraordinàries. Cap altre poeta viu ha escrit tan bé sobre les accions dels homes corrents; la seva meravellosa dramatúrgia. monòlegs o escenes dramàtiques surten d'un coneixement de gent que pocs poetes han tingut, i s'escriuen en un vers que utilitza, de vegades amb absolut domini, els ritmes de la parla real». En el seu assaig de 1939 The Figure a Poem Makes, Frost explica la seva poètica: «No hi ha llàgrimes en l'escriptor, no hi ha llàgrimes en el lector. Cap sorpresa per a l'escriptor, cap sorpresa per al lector. Per a mi, el plaer inicial està en el sorpresa de recordar una cosa que no sabia que sabia... [La poesia] ha de ser una revelació, o una sèrie de revelacions, per al poeta com per al lector perquè hi hagi hagut la màxima llibertat material per moure's en ell i establir-hi relacions sense tenir en compte el temps i l'espai, la relació prèvia i tot menys l'afinitat».

## Biografia

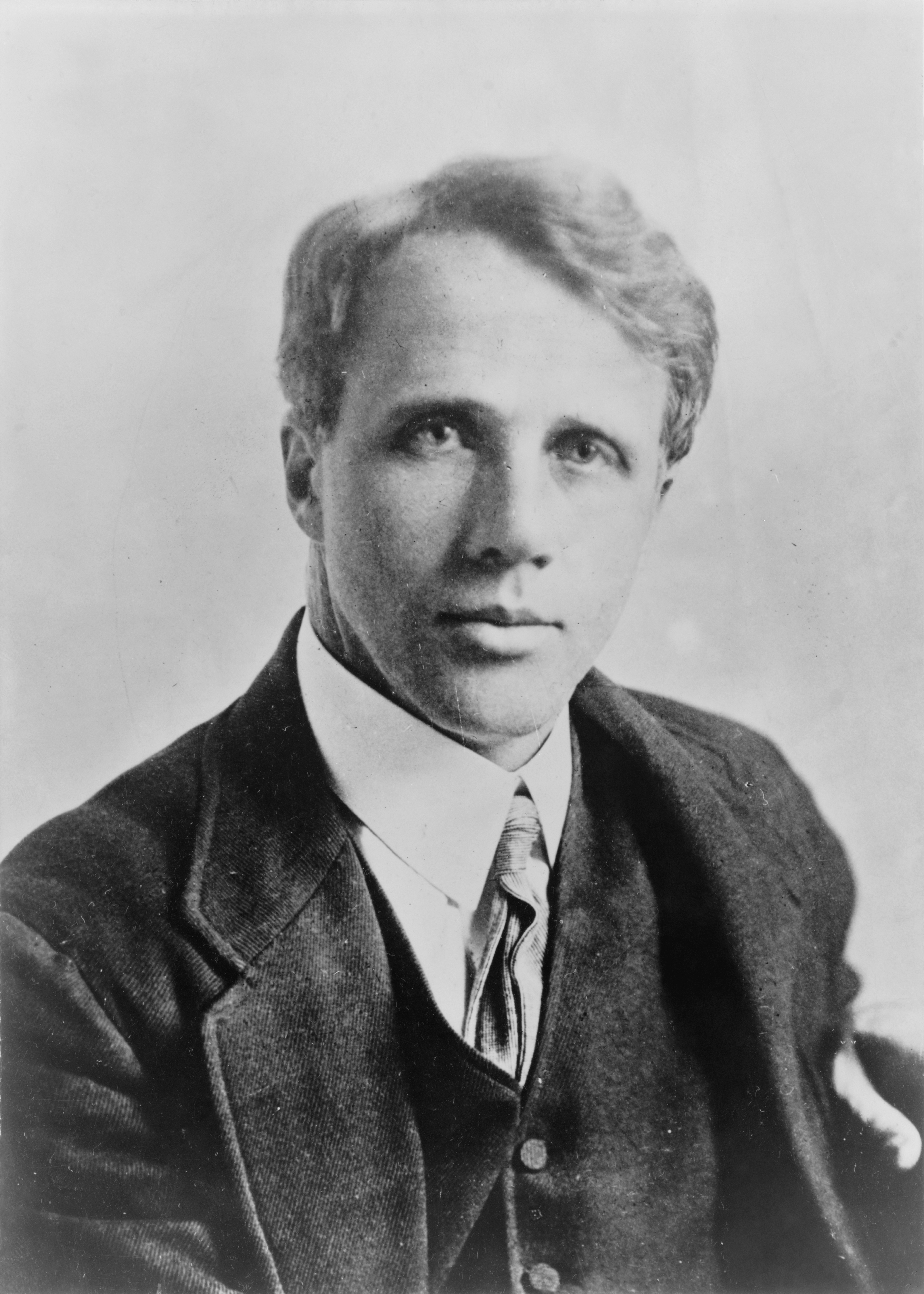
El jove Robert Frost, circa 1910

Frost també era descendent de Samuel Appleton, un dels primers colons anglesos d'Ipswich, Massachusetts, i el reverend George Phillips, un dels primers colons anglesos de Watertown, Massachusetts.
Malgrat que se l'associa sovint amb Nova Anglaterra, Robert Frost era nadiu de San Francisco, a Califòrnia, i visqué allà fins als onze anys. La seva mare, Isabelle Moodie Frost, era descendent d'escocesos; el seu pare, William Prescott Frost, Jr., era descendent del colonitzador Nicholas Frost de Tiverton, Devon, Anglaterra que va navegar cap a New Hampshire el 1634 a bord del Wolfrana.
El pare de Frost fou un bon professor, i més tard també editor del San Francisco Evening Bulletin (que després es fusionà amb el San Francisco Examiner), i candidat fallit a recaptador d'impostos de la ciutat. El camí que no agafà el jove Frost hauria estat el d'editor californià, en comptes de poeta de Nova Anglaterra, però William Frost, Jr. va morir el 5 de maig de 1885 i la família es traslladà a Lawrence, Massachusetts. La mare de Frost es va unir a l'església de Swedenborg i l'hi va batejar, però ell en sortí d'adult.
Tot i la seva posterior associació amb la vida rural, Frost vivia a la ciutat i publicà el seu primer poema a la revista de l'institut de Lawrence. Va anar al Dartmouth College prou temps per ser acceptat a la fraternitat Theta Delta Chi. Frost va tornar a casa per fer de professor, però abans hagué de treballar en diverses feines, com ara de repartidor de diaris i d'operari de fàbrica. No gaudia d'aquestes feines i va sorgir la seva vocació real de poeta.

### Anys d'adult

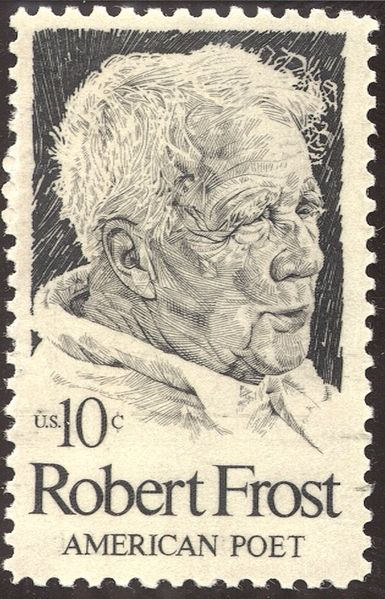
In three words I can sum up everything I've learned about life — It goes on -- Robert Frost

El 1894 va vendre el seu primer poema, My Butterfly: An Elegy (publicat el 8 de novembre de 1894 en una edició del New York Independent) per quinze dòlars. Satisfet de la seva fita, proposà matrimoni a Elinor Miriam White, però ella no va voler, ja que volia finalitzar els estudis (a la Universitat de St. Lawrence) abans que es casessin. Un cop graduada hi va estar d'acord i es van casar a la Universitat Harvard, on Frost va estar anant durant dos anys. Ho feia bé, però va haver de deixar d'anar-hi per dedicar-se a la seva família. L'avi de Frost va comprar una granja a Derry, Nou Hampshire, per al jove matrimoni abans de morir. Frost hi va estar treballant durant nou anys i durant les primeres hores del matí va escriure molts poemes que més tard es farien famosos. No li acabava d'anar bé com a pagès i va tornar a l'educació com a professor d'anglès a la Pinkerton Academy de 1906 a 1911, i més tard a la New Hampshire Normal School (ara Plymouth State University) a Plymouth, Nou Hampshire.
El 1912 Frost es va embarcar amb la seva família cap al Regne Unit, on van viure primer a Glasgow abans d'establir-se a Beaconsfield, als afores de Londres. El seu primer llibre de poemes, A Boy's Will, fou publicat l'any següent. A Anglaterra va fer algunes coneixences importants, com Edward Thomas (membre del grup conegut com els Poetes de Dymock), T.E. Hulme, i Ezra Pound. Pound esdevindrà el primer estatunidenc a fer una crítica favorable de l'obra de Frost. Frost va escriure uns quants dels seus millors treballs mentre era a Anglaterra envoltat pels seus companys.
Quan va començar la Primera Guerra Mundial, el 1915, Frost va tornar als Estats Units. Comprà una granja a Franconia, Nou Hampshire, on va llançar la seva carrera d'escriptor, ensenyant i fent conferències. La hisenda de la família a Franconia, que van utilitzar com a residència d'estiu fins al 1938, es conserva com a museu i com a sala per a conferències sobre poesia. Durant tres períodes, entre 1916 a 1938, Frost va fer de professor d'anglès a l'Amherst College, on encoratjava els seus alumnes perquè utilitzessin els sons de la veu humana en les seves obres. Durant els anys 1917–20, 1923–25 i, de manera més informal, 1926–1938, Frost va ensenyar anglès a l'Amherst College de Massachusetts, encoratjant sobretot els seus estudiants a explicar la infinitat de sons i entonacions de la llengua anglesa parlada a Massachusetts. Va anomenar el seu enfocament col·loquial del llenguatge el so del sentit.
El 1921, Frost va acceptar una plaça de professor de beques a la Universitat de Michigan, Ann Arbor, on va residir fins al 1927, quan va tornar per ensenyar a Amherst. Mentre ensenyava a la Universitat de Michigan, se li va concedir un nomenament vitalició a la universitat com a becari de lletres. La casa de Robert Frost Ann Arbor va ser comprada pel Museu Henry Ford a Dearborn, Michigan i es va traslladar al lloc de Greenfield Village del museu per fer visites públiques. Durant la dècada de 1920, Frost també va viure a la seva casa de l'època colonial a Shaftsbury, Vermont. El 2002, la casa es va obrir al públic com a Robert Frost Stone House Museum i va ser donada al Bennington College el 2017. A partir de 1921, i durant els següents quaranta-dos anys (només amb tres excepcions), Frost passava l'estiu, i el final de la tardor, fent classes a la Bread Loaf School of English del Middlebury College a Ripton, Vermont. Aquesta institució és actualment la propietària de la granja de Robert Frost i la manté com un lloc històric.
El 1934, Frost va començar a passar els mesos d'hivern a Florida. El març de 1935, va donar una conferència a la Universitat de Miami. El 1940, va comprar una parcel·la de 2 ha al sud de Miami, Florida, anomenant-la Pencil Pines; hi va passar els hiverns durant la resta de la seva vida. A les seves memòries sobre el temps de Frost a Florida, Helen Muir escriu: «Frost havia anomenat els seus cinc acres Pencil Pines perquè va dir que mai havia guanyat un cèntim amb res que no impliqués l'ús d'un llapis». Les seves propietats també incloïen una casa a Brewster Street a Cambridge, Massachusetts.
Frost tenia vuitanta-sis anys quan va parlar a la presa de possessió del president John F. Kennedy el 20 de gener del 1961. Va començar intentant llegir el seu poema Dedicatoria, que havia compost per a l'ocasió, però a causa de la brillantor de la llum del sol no podia veure el text, així que va recitar The Gift Outright de memòria. L'estiu de 1962, Frost va acompanyar el secretari de l'Interior, Swart Udall, en una visita a la Unió Soviètica amb l'esperança de trobar-se amb Nikita Khrushchev per pressionar a favor de relacions pacífiques entre les dues potències de la Guerra Freda.
Va morir poc més de dos anys més tard a Boston, el 29 de gener de 1963. Fou enterrat al cementiri d'Old Bennington, a Bennington, Vermont.

## Obra

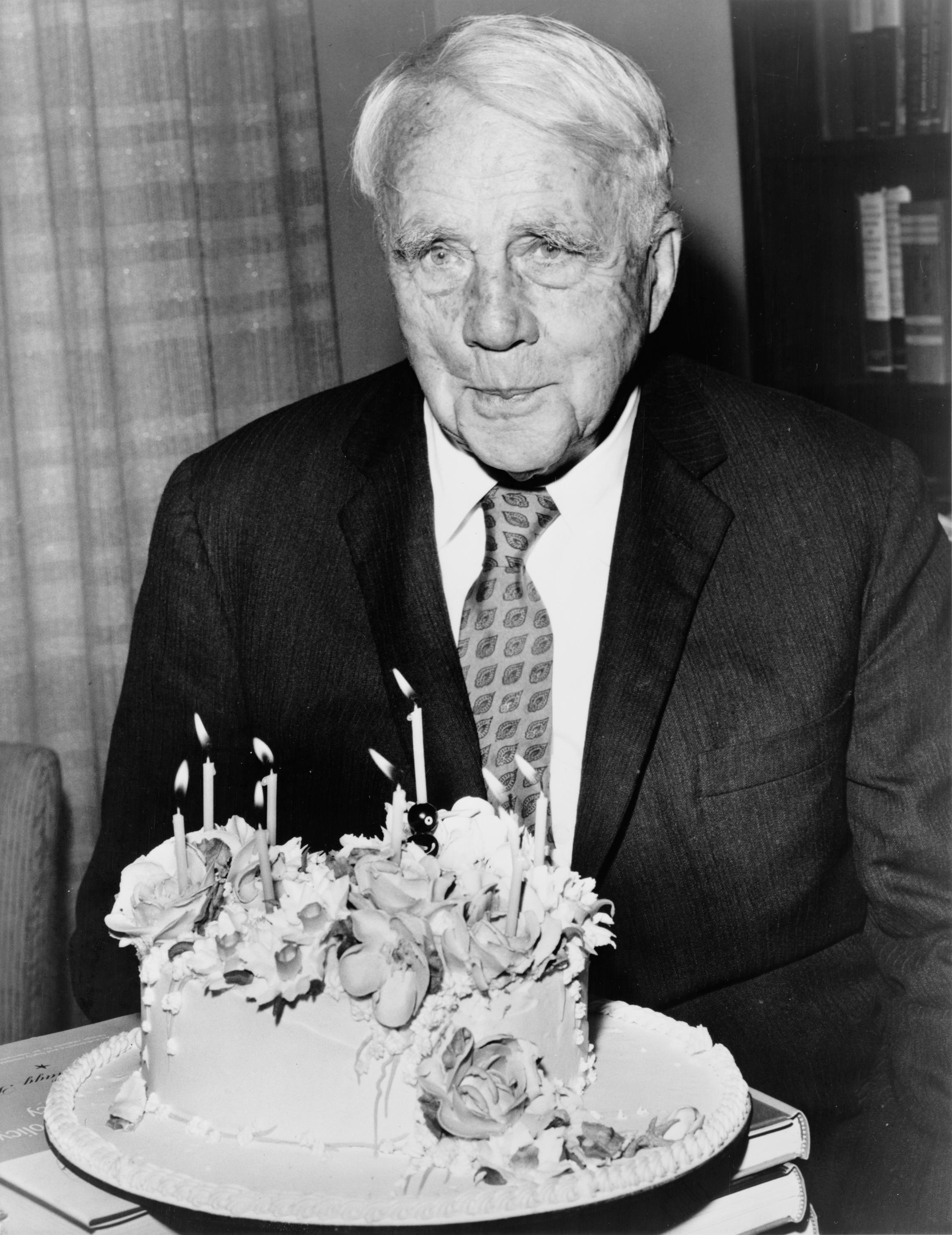
85è aniversari de Frost el 1959

### Reculls de poemes
- * North of Boston (David Nutt, 1914; Holt, 1914)
  - Mending Wall
- Mountain Interval (Holt, 1916)
  - The Road Not Taken
- Selected Poems (Robert Frost)|Selected Poems (Holt, 1923)
- New Hampshire (Holt, 1923; Grant Richards, 1924)
- Several Short Poems (Holt, 1924)
- Selected Poems (Holt, 1928)-sembla que pot ser una segona edició de llibre de 1923, però no es pot verificar
- West-Running Brook (Holt, 1928? 1929)
- The Lovely Shall Be Choosers (Random House, 1929)
- Collected Poems of Robert Frost (Holt, 1930; Longmans, Green, 1930)
- The Lone Striker (Knopf, 1933)
- Selected Poems: Third Edition (Holt, 1934)
- Three Poems (Baker Library, Dartmouth College, 1935)
- The Gold Hesperidee (Bibliophile Press, 1935)
- From Snow to Snow (Holt, 1936)
- A Further Range (Holt, 1936; Cape, 1937)
- Collected Poems of Robert Frost (Holt, 1939; Longmans, Green, 1939)
- A Witness Tree (Holt, 1942; Cape, 1943)
- Come In, and Other Poems (1943)
- Steeple Bush (Holt, 1947)
- Complete Poems of Robert Frost, 1949 (Holt, 1949; Cape, 1951)
- Hard Not To Be King (House of Books, 1951)
- Aforesaid (Holt, 1954)
- A Remembrance Collection of New Poems (Holt, 1959)
- You Come Tool (Holt, 1959; Bodley Head, 1964)
- In the Clearing (Holt Rinehart & Winston, 1962)
- The Poetry of Robert Frost (New York, 1969)
- A Further Range (publicat amb el títol de Further Range el 1926, i amb el de New Poems per Holt, 1936; Cape, 1937)
- Nothing Gold Can Stay
- What Fifty Said
- Stopping by Woods on snowy evening.

#### Traduccions al català
- Gebre i sol. Traducció de Josep Maria Jaumà. Barcelona: Quaderns Crema, 2003.

### Obres de teatre
- A Way Out: A One Act Play (Harbor Press, 1929).
- The Cow's in the Corn: A One Act Irish Play in Rhyme (Slide Mountain Press, 1929).
- A Masque of Reason (Holt, 1945).
- A Masque of Mercy (Holt, 1947).

#### Prosa
- The Letters of Robert Frost to Louis Untermeyer (Holt, Rinehart & Winston, 1963; Cape, 1964).
- Robert Frost and John Bartlett: The Record of a Friendship, by Margaret Bartlett Anderson (Holt, Rinehart & Winston, 1963).
- Selected Letters of Robert Frost (Holt, Rinehart & Winston, 1964).
- Interviews with Robert Frost (Holt, Rinehart & Winston, 1966; Cape, 1967).
- Family Letters of Robert and Elinor Frost (State University of New York Press, 1972).
- Robert Frost and Sidney Cox: Forty Years of Friendship (University Press of New England, 1981).
- The Notebooks of Robert Frost, edited by Robert Faggen (Harvard University Press, gener 2007). Arxivat 2009-11-26 a Wayback Machine.

### Obres completes
- Collected Poems, Prose and Plays (Richard Poirier, ed.) (Library of America, 1995) ISBN 978-1-883011-06-2.

## Premis i reconeixements
Frost va ser nominat al Premi Nobel de Literatura 31 vegades.
El directori d'antics alumnes de Harvard de 1965 assenyala que Frost hi va rebre un títol honorífic. Encara que mai no es va graduar a la universitat, Frost va rebre més de 40 títols honorífics, incloses les de les universitats de Princeton, Oxford i Cambridge, i es va convertir en l'única persona que va rebre dos títols honorífics de la Universitat de Dartmouth. Durant la seva vida, la Robert Frost Middle School de Fairfax, Virginia, la Robert L. Frost School de Lawrence, Massachusetts, i la biblioteca principal de l'Amherst College van rebre el seu nom.
El 1960, Frost va rebre una medalla d'or del Congrés dels Estats Units, En reconeixement de la seva poesia, que ha enriquit la cultura dels Estats Units i la filosofia del món; li va ser atorgat formalment per John F. Kennedy el març de 1962. També el 1962, se li va concedir la Medalla Edward MacDowell per la seva destacada contribució a les arts de la Colònia MacDowell.
El juny de 1922, la Vermont State League of Women's Clubs va escollir a Frost com a poeta premiat de Vermont. Quan un editorial del New York Times va criticar fermament la decisió dels clubs de dones, Sarah Cleghorn i altres dones van escriure al diari defensant Frost. Frost va ser elegit membre de l'Acadèmia Americana de les Arts i les Ciències el 1931 i l'American Philosophical Society el 1937. El 22 de juliol de 1961, Frost va ser nomenat Poeta Llorejat de Vermont per la legislatura estatal mitjançant la Resolució Conjunta R-59 de les Actes de 1961, que també va crear el càrrec. Frost va guanyar el premi Bollingel 1963.

### Premis Pulitzer
Va guanyar el primer dels quatre premis Pulitzer:
- 1924 per New Hampshire: A Poem With Notes and Grace Notes[36]
- 1931 per Collected Poems[37]
- 1937 per A Further Range[38]
- 1943 per A Witness Tree[39]

## Llegat i influència cultural

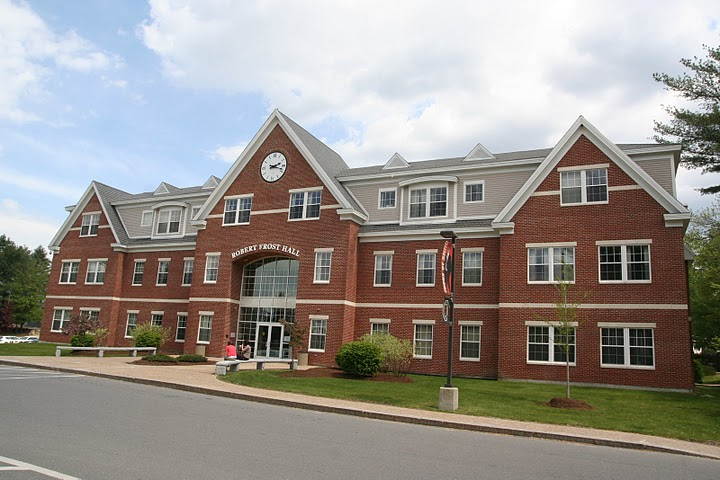
Robert Frost Hall de la Southern New Hampshire University

- Robert Frost Hall és un edifici acadèmic en la Universitat del Sud de Nou Hampshire a Manchester, Nou Hampshire.[40]
- En la matinada del 23 de novembre de 1963, Sid Davis de Westinghouse Broadcasting va informar de l'arribada del taüt del president John F. Kennedy a la Casa Blanca. Com Frost era un dels poetes favorits del president, Davis va concloure el seu informe amb un passatge de Stop by Woods on a Snowy Night, però va ser superat amb emoció mentre marxava.[41]
- Jawaharlal Nehru (1889–1964), el primer Primer Ministre de l'Índia, havia mantingut un llibre de Robert Frost prop d'ell cap als seus últims anys, fins i tot a la seva taula de capçalera mentre jeia moribund.[42]
- El poema Nothing Gold Can Stay apareix tant en la novel·la de 1967 The Outsiders de S. E. Hinton com en l'adaptació de la pel·lícula de 1983, primer recitada en veu alta pel personatge Ponyboy al seu amic Johnny. En una escena posterior, Johnny cita una estrofa del poema de tornada a Ponyboy per mitjà d'una carta que va ser llegida després que ell morís.
- El seu poema Foc i Gel va influir en el títol i altres aspectes de la sèrie de fantasia de George R. R. Martin A Song of Ice and Fire.[43][44]
- Nothing Gold Can Stay és el nom de l'àlbum debut de la banda estatunidenca pop-punk New Found Glory, llançat el 19 d'octubre de 1999.[45]
- En el funeral de l'ex primer ministre canadenc Pierre Trudeau, el 3 d'octubre de 2000, el seu fill major Justin va reformular l'última estrofa del poema Parada per Woods en una nit de neu en la seva elogia: Els boscos són bells, foscos i profunds. Ha complert les seves promeses i s'ha guanyat el seu somni.[46]
- Una tira còmica de Garfield publicada el 20 d'octubre de 2002, originalment presentava el personatge principal recitant Nothing Gold Can Stay.[47] Tanmateix, això va ser reemplaçat en col·leccions de llibres i edició en línia, probablement pel fet que el poema encara està sota drets d'autor quan el còmic es va publicar (el poema ha caigut en domini públic el 2019).[48][49]
- El poema Foc i Gel és l'epígraf del llibre 2007 de Stephenie Meyer, Eclipsi, de la saga Twilight. També és llegit pel personatge de Kristen Stewart, Bella Swan, a principis de la pel·lícula d'Eclipsi 2010.
- Nothing Gold Can Stay és referenciat en l'àlbum de 2014 de First Aid Kit Stay Gold: ':Però igual que la lluna s'esvairà / Així que el començar el dia baixa avui / Cap or pot quedar-se / Cap or pot quedar-se.[50]
- Nothing Gold Can Stay (4 de febrer de 2015) és el títol donat al desè episodi de la setena temporada del Mentalista en la qual un personatge és assassinat.
- El personatge del baró Quinn recita Foc i Gel en un episodi d'AMC's Into the Badlands.
- Versicles de Foc i Gel són referenciats i recitats al llarg del videojoc episòdic 2017 La vida és estranya: Abans de la tempesta.
- La línia Nothing Gold Can Stay apareix en el single Venice Bitch de la cantant estatunidenca Lana Del Rey.[51] Del Rei també va usar aquesta línia en el seu single 2015 Music to Watch Boys To.[52]

Una de les col·leccions originals de materials Frost, que ell personalment va ajudar a compilar, es troba al departament de col·leccions especials de la Jones Library d'Amherst, Massachusetts. La col·lecció consta d'aproximadament dotze mil articles, inclosos poemes i cartes manuscrits originals, correspondència, fotografies i enregistraments audiovisuals i audiovisuals. Els arxius i col·leccions especials de l'Amherst College tenen una petita col·lecció dels seus documents. La Biblioteca de la Universitat de Michigan té la Col·lecció de la família Robert Frost de manuscrits, fotografies, articles impresos i obres d'art. La col·lecció més important de manuscrits de treball de Frost la té Dartmouth.